# À la Mère Catherine

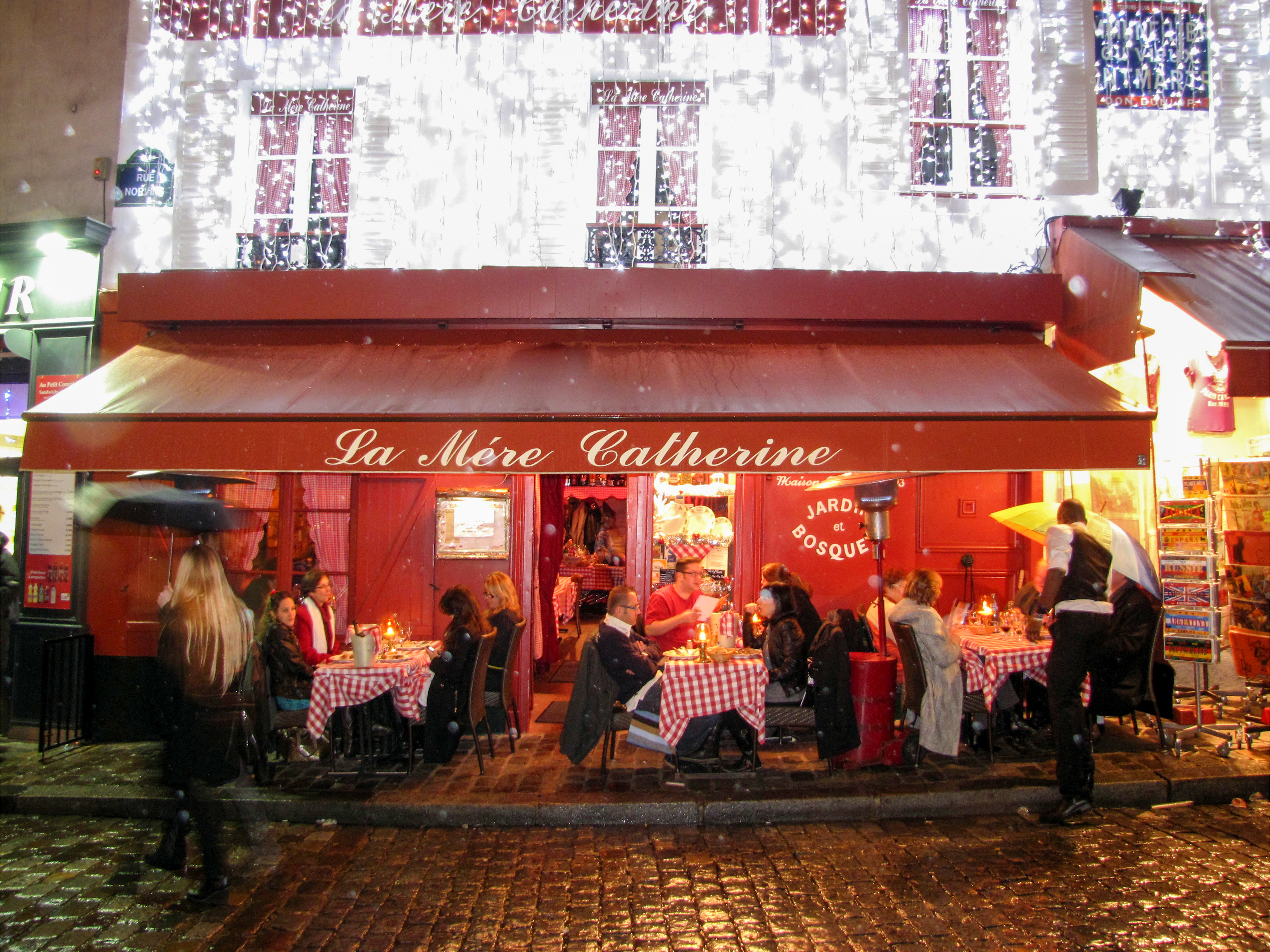
Façade du restaurant en 2012.

À la Mère Catherine est un restaurant parisien situé au 6, place du Tertre dans le 18e arrondissement. Fondé en 1793, c'est l'un des plus anciens restaurants de la place.

## Histoire

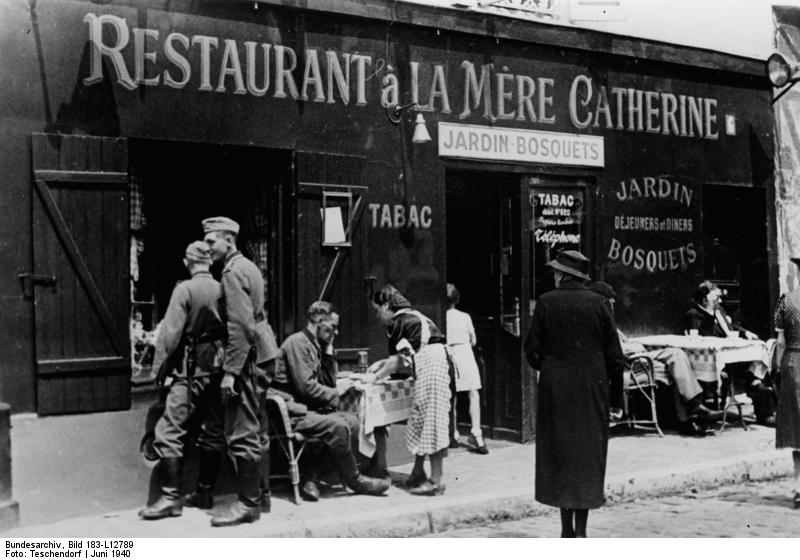
Le restaurant en 1940, pendant l'occupation allemande.

Avant la Révolution française, le bâtiment est un presbytère occupé par le curé responsable de l'église voisine. À la suite de la Révolution, le bien immobilier est saisi par l'État et revendu en 1793 à Catherine Lamotte qui transforme la bâtisse en café-restaurant. Danton en est l'un des premiers clients célèbres. Catherine Lamotte accueille chaleureusement ses clients et n'hésite pas à boire avec eux, ce qui mène ses clients à la surnommer « La mère Catherine ». Elle meurt d'un accident en 1844 à l'âge de 76 ans.
Le restaurant appartient ensuite à un certain Gros Guillaume, puis un M. Lemoine (qui fut deuxième maire de la Commune libre de Montmartre) reprend l'activité au début du XXe siècle. M. Lemoine, surnommé « le père la Bille » fait installer un billard en bois dans les lieux. Le restaurant ne rapportant pas suffisamment, une partie de l'endroit est vendue et devient une boulangerie. Après la Seconde Guerre mondiale, Albert Mériguet et Thérèse sont propriétaires des lieux, mais Montmartre a perdu son rayonnement culturel. Le restaurant est fréquenté en majorité par des touristes. En juin 2012, le critique gastronomique du Figaro, François Simon, décrit le restaurant dans un article où il dénonce le manque d'authenticité des lieux et la qualité désastreuse de la nourriture servie à des touristes pensant consommer de la gastronomie française.

## Légende du mot «bistro»

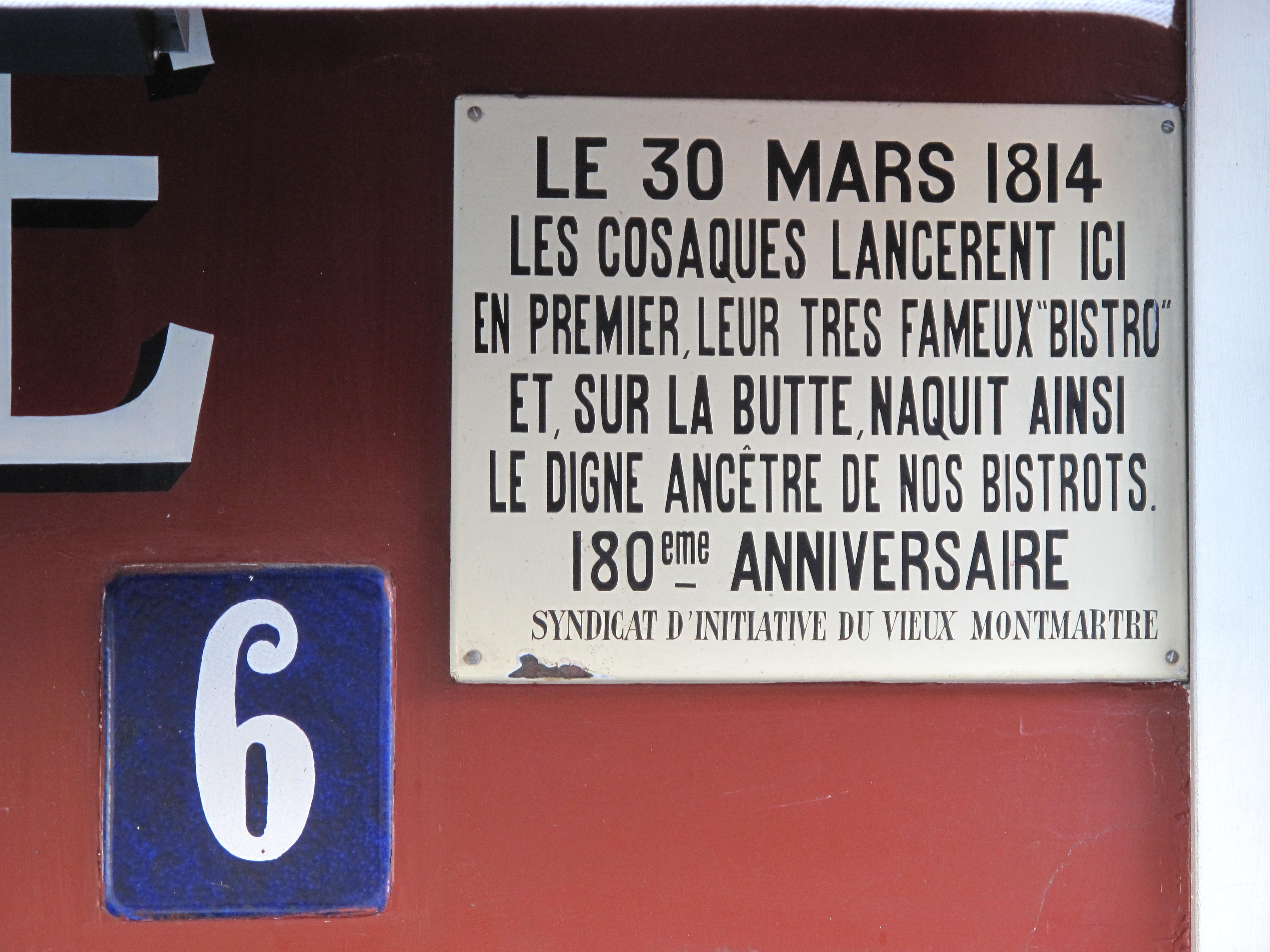
La plaque commémorative.

Une plaque commémorative située à l'entrée du restaurant donne une étymologie populaire du mot « bistro » selon laquelle les Cosaques de passage lors de l'occupation alliée, après la défaite de Napoléon Ier à la bataille de Paris de 1814, s'arrêtaient au restaurant À la Mère Catherine et commandaient à boire : « Bystro ! » (en cyrillique : « быстро ! »), c'est-à-dire en russe : « Vite ! » Cependant, selon les spécialistes, cette étymologie est fantaisiste, et l'origine réelle de ce mot n'est pas connue avec certitude.

## Dans la culture populaire
En 1983, pour la pochette de son album de reprise de Bernard Dimey, Charles Aznavour pose devant la terrasse du restaurant, probablement pour illustrer le titre La Salle et la terrasse où il incarne un garçon de café.